# Fusinus jasminae
Fusinus jasminae is een slakkensoort uit de familie van de Fasciolariidae. De wetenschappelijke naam van de soort is voor het eerst geldig gepubliceerd in 1996 door Hadorn.